# Euroleague Basketball 2023-2024 - Final Four
Le Final Four della Euroleague Basketball 2023-2024 sono state la 67ª edizione delle finali del principale torneo di pallacanestro per club, la 24ª edizione da quando la competizione viene organizzata dalla Euroleague Basketball. È stata la 37ª Final Four della moderna EuroLeague e la 39ª edizione della competizione che si è conclusa con il formato della finale a quattro squadre.
Le partite della Final Four 2024 si sono svolte alla Mercedes-Benz Arena di Berlino il 24 ed il 26 maggio 2024.

## Sede
Il 19 dicembre 2022 Euroleague Basketball annunciò che le Final Four per la stagione 2023-2024 si sarebbero tenute alla Mercedes-Benz Arena di Berlino. 
| Kaunas                 | Berlino (Europa) |
| Mercedes-Benz Arena    | Berlino (Europa) |
| Posti a sedere: 16.000 | Berlino (Europa) |
|                        | Berlino (Europa) |

## Percorso verso le Final Four
| Squadra       | Regular season | Regular season | Regular season |                  | Play-off | Play-off |
| Squadra       | Gruppo         | V              | P              | Avversaria       | Serie    |          |
| ------------- | -------------- | -------------- | -------------- | ---------------- | -------- | -------- |
| Real Madrid   | 1ª             | 27             | 7              | Saski Baskonia   | 3 – 0    |          |
| Panathīnaïkos | 2ª             | 23             | 11             | Maccabi Tel Aviv | 3 – 2    |          |
| Olympiakos    | 5ª             | 22             | 12             | Barcellona       | 3 – 2    |          |
| Fenerbahçe    | 6ª             | 20             | 14             | Monaco           | 3 – 2    |          |

### Tabellone
|  | Semifinale    | Semifinale    | Semifinale  |             |               | Finale          | Finale          | Finale          |  |
|  |               |               |             |             |               |                 |                 |                 |  |
|  | Panathīnaïkos | Panathīnaïkos | 73          |             |               |                 |                 |                 |  |
|  | Panathīnaïkos | Panathīnaïkos | 73          |             |               |                 |                 |                 |  |
|  | Fenerbahçe    | Fenerbahçe    | 57          |             |               |                 |                 |                 |  |
|  | Fenerbahçe    | Fenerbahçe    | 57          |             | Panathīnaïkos | Panathīnaïkos   | 95              |                 |  |
|  |               |               |             |             | Panathīnaïkos | Panathīnaïkos   | 95              |                 |  |
|  |               |               | Real Madrid | Real Madrid | 80            |                 |                 |                 |  |
|  | Real Madrid   | Real Madrid   | Real Madrid | Real Madrid | 80            | 87              |                 |                 |  |
|  | Real Madrid   | Real Madrid   |             |             |               | 87              |                 |                 |  |
|  | Olympiakos    | Olympiakos    | 76          |             |               | Finale 3º posto | Finale 3º posto | Finale 3º posto |  |
|  | Olympiakos    | Olympiakos    | 76          |             |               |                 |                 |                 |  |
|  |               |               |             |             |               |                 |                 |                 |  |
|  |               |               |             |             |               | Fenerbahçe      | Fenerbahçe      | 84              |  |
|  |               |               |             |             |               | Fenerbahçe      | Fenerbahçe      | 84              |  |
|  |               |               |             |             |               | Olympiakos      | Olympiakos      | 87              |  |

## Semifinali

### Panathinaikos - Fenerbahce
| Arbitri: | Ilija Belošević Carlos Peruga Mehdi Difallah |

|                             |            |                                      |
| Lessort 17 Nunn 14 Grant 13 | Punti      | 14 Hayes 10 Gudurić, Sestina 7 Şanlı |
| Sloukas, Grigonis, Nunn 3   | Assist     | 4 Calathes                           |
| Lessort 10                  | Rimbalzi   | 9 Calathes                           |
| Ergin Ataman                | Allenatori | Šarūnas Jasikevičius                 |

### Real Madrid - Olympiakos
| Arbitri: | Sreten Radović Damir Javor Emin Moğulkoç |

|                                         |            |                                        |
| Musa 20 Hezonja 12 Poirier, Yabusele 11 | Punti      | 23 Peters 17 McKissic 15 Williams-Goss |
| Campazzo 9                              | Assist     | 5 Walkup                               |
| Hezonja 6                               | Rimbalzi   | 10 Peters                              |
| Chus Mateo                              | Allenatori | Giōrgos Mpartzōkas                     |

## Finali

### 3º - 4º posto
| Arbitri: | Sreten Radović Carlos Peruga Uroš Nikolić |

|                                                      |            |                                |
| Peters 20 Williams-Goss 12 Larentzakīs, Milutinov 10 | Punti      | 19 Pierre 16 Wilbekin 11 Şanlı |
| Williams-Goss 6                                      | Assist     | 5 Wilbekin                     |
| Milutinov 8                                          | Rimbalzi   | 5 Pierre                       |
| Giōrgos Mpartzōkas                                   | Allenatori | Šarūnas Jasikevičius           |

### Finale
| Arbitri: | Fernando Rocha Ilija Belošević Mehdi Difallah |

|                                  |            |                               |
| Musa 15 Campazzo 12 Rodríguez 11 | Punti      | 24 Sloukas 21 Nunn 17 Lessort |
| Campazzo, Musa 4                 | Assist     | 5 Grant                       |
| Hezonja 8                        | Rimbalzi   | 6 Lessort, Grant              |
| Chus Mateo                       | Allenatori | Ergin Ataman                  |

| Quintetto titolare | Quintetto titolare | Quintetto titolare | Pt   | Rim  | Ass  |
| ------------------ | ------------------ | ------------------ | ---- | ---- | ---- |
| P                  | 7                  | Facundo Campazzo   | 12   | 2    | 4    |
| AP                 | 11                 | Mario Hezonja      | 8    | 8    | 2    |
| C                  | 22                 | Walter Tavares     | 4    | 4    | 1    |
| AC                 | 30                 | Eli Ndiaye         | 8    | 1    | 0    |
| AP                 | 31                 | Džanan Musa        | 15   | 5    | 4    |
| Panchina:          |                    |                    |      |      |      |
| GA                 | 1                  | Fabien Causeur     | 2    | 0    | 0    |
| GA                 | 5                  | Rudy Fernández     | 0    | 1    | 1    |
| A                  | 6                  | Alberto Abalde     | n.e. | n.e. | n.e. |
| AP                 | 13                 | Sergio Rodríguez   | 11   | 2    | 2    |
| C                  | 17                 | Vincent Poirier    | 8    | 4    | 2    |
| P                  | 23                 | Sergio Llull       | 6    | 0    | 1    |
| AC                 | 28                 | Guerschon Yabusele | 6    | 1    | 0    |
| Allenatore:        |                    |                    |      |      |      |
| Chus Mateo         |                    |                    |      |      |      |

| Real Madrid |  | Panathinaikos |

| Real Madrid   | Statistiche        | Panathinaikos |
| ------------- | ------------------ | ------------- |
|               | Statistiche        |               |
| 16/29 (55.2%) | Tiro da 2          | 18/35 (51.4%) |
| 11/36 (30.6%) | Tiro da 3          | 12/22 (54.4%) |
| 15/18 (83.3%) | Tiri liberi        | 23/30 (76.7%) |
| 10            | Rimbalzi offensivi | 8             |
| 21            | Rimbalzi difensivi | 29            |
| 31            | Rimbalzi totali    | 37            |
| 17            | Assist             | 13            |
| 7             | Palle perse        | 9             |
| 6             | Palle rubate       | 3             |
| 1             | Stoppate           | 0             |
| 25            | Falli              | 20            |

| Quintetto titolare | Quintetto titolare | Quintetto titolare     | Pt   | Rim  | Ass  |
| ------------------ | ------------------ | ---------------------- | ---- | ---- | ---- |
| A                  | 21                 | Iōannīs Papapetrou     | 4    | 1    | 0    |
| G                  | 22                 | Jerian Grant           | 11   | 6    | 5    |
| P                  | 25                 | Kendrick Nunn          | 21   | 3    | 3    |
| C                  | 26                 | Mathias Lessort        | 17   | 6    | 1    |
| AC                 | 44                 | Kōnstantinos Mītoglou  | 8    | 3    | 0    |
| Panchina:          |                    |                        |      |      |      |
| GA                 | 0                  | Panagiōtīs Kalaitzakīs | 2    | 2    | 0    |
| P                  | 2                  | Luca Vildoza           | 3    | 1    | 0    |
| C                  | 8                  | Aleksander Balcerowski | n.e. | n.e. | n.e. |
| P                  | 10                 | Kōstas Sloukas         | 24   | 2    | 3    |
| AC                 | 37                 | Kōstas Antetokounmpo   | 0    | 0    | 0    |
| AP                 | 40                 | Marius Grigonis        | 0    | 1    | 0    |
| AG                 | 41                 | Juancho Hernangómez    | 5    | 4    | 1    |
| Allenatore:        |                    |                        |      |      |      |
| Ergin Ataman       |                    |                        |      |      |      |

| Vincitrice Euroleague Basketball 2023-2024 |
| ------------------------------------------ |
| Panathīnaïkos 7º titolo                    |